# کوه‌های کریمه
کوه‌های کریمه (اوکراینی: Кримські гори) رشته‌کوهی است که به موازات ساحل جنوب شرقی شبه‌جزیره کریمه و فاصله ۸ تا ۱۳ کیلومتری دریا قرار دارد. این رشته‌کوه به سمت غرب با شیب زیاد به دریای سیاه منتهی شده و به سمت شرق به‌تدریج به چشم‌اندازهای استپی تبدیل می‌شود.
رشته‌کوه کریمه دارای سه زیررشته است که رشته اصلی بلندترین آنها به‌شمار می‌رود. رشته اصلی به چندین توده کوچک‌تر تقسیم شده که به نام کوهسار یا فلات‌های کوهستانی شناخته می‌شود.
بلندترین قله رشته‌کوه کریمه رومن-کوش است که ارتفاع آن ۱٬۵۴۵ متر از سطح دریاست.